# 壊死桿菌症
壊死桿菌症（えしかんきんしょう、英:necrobacillosis）とは壊死桿菌（Fusobacterium necrophorum）感染を原因とする感染症。壊死桿菌はグラム陰性、嫌気性の桿菌であり、ウシ、ブタ、ヒトなどを宿主とする。第一胃パラケラトーシス、第一胃炎などによる第一胃粘膜の損傷が存在する場合に内在性の壊死桿菌が門脈経路によって肝臓に到達する。ウシにおける臨床症状は乏しく、生前診断法が確立していないため、屠畜検査の際に発見される。ウシでは肝膿瘍、趾間腐爛が形成される。ワクチンは実用化されていない。